# Augustiniánský klášter ve Vrchlabí
Klášter augustiniánů ve Vrchlabí (respektive Klášter obutých augustiniánů eremitů) je komplex barokních budov ve městě Vrchlabí, Husova ulice č.p. 213, a v současnosti (od roku 1966) v něm sídlí Krkonošské muzeum, které je i vlastníkem hlavní budovy bývalého konventu. Stavebně přilehlý kostel sv. Augustina je ve vlastnictví města. Celý objekt chráněný jako kulturní památka.

## Historie

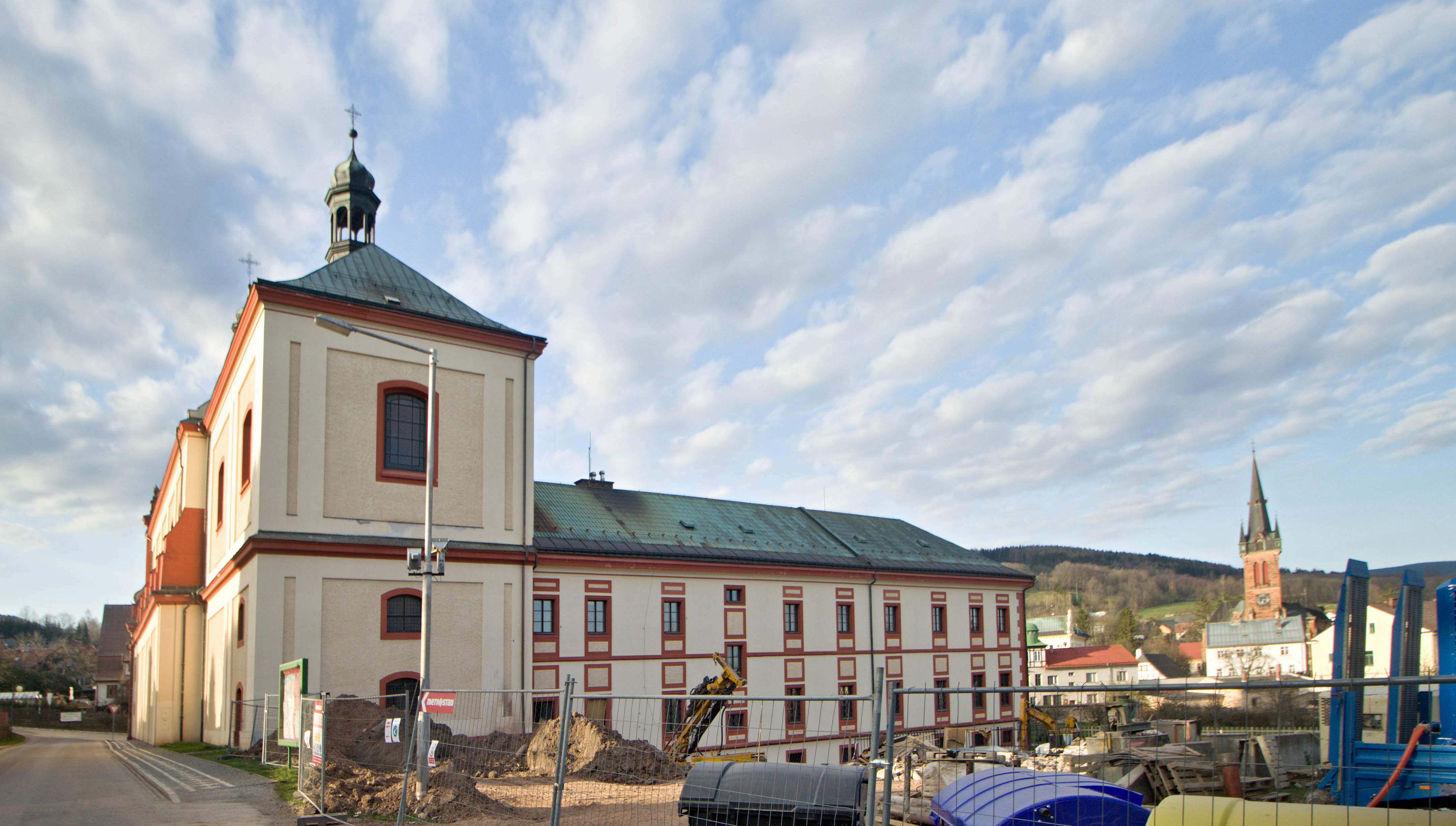
Augustiniánský klášter

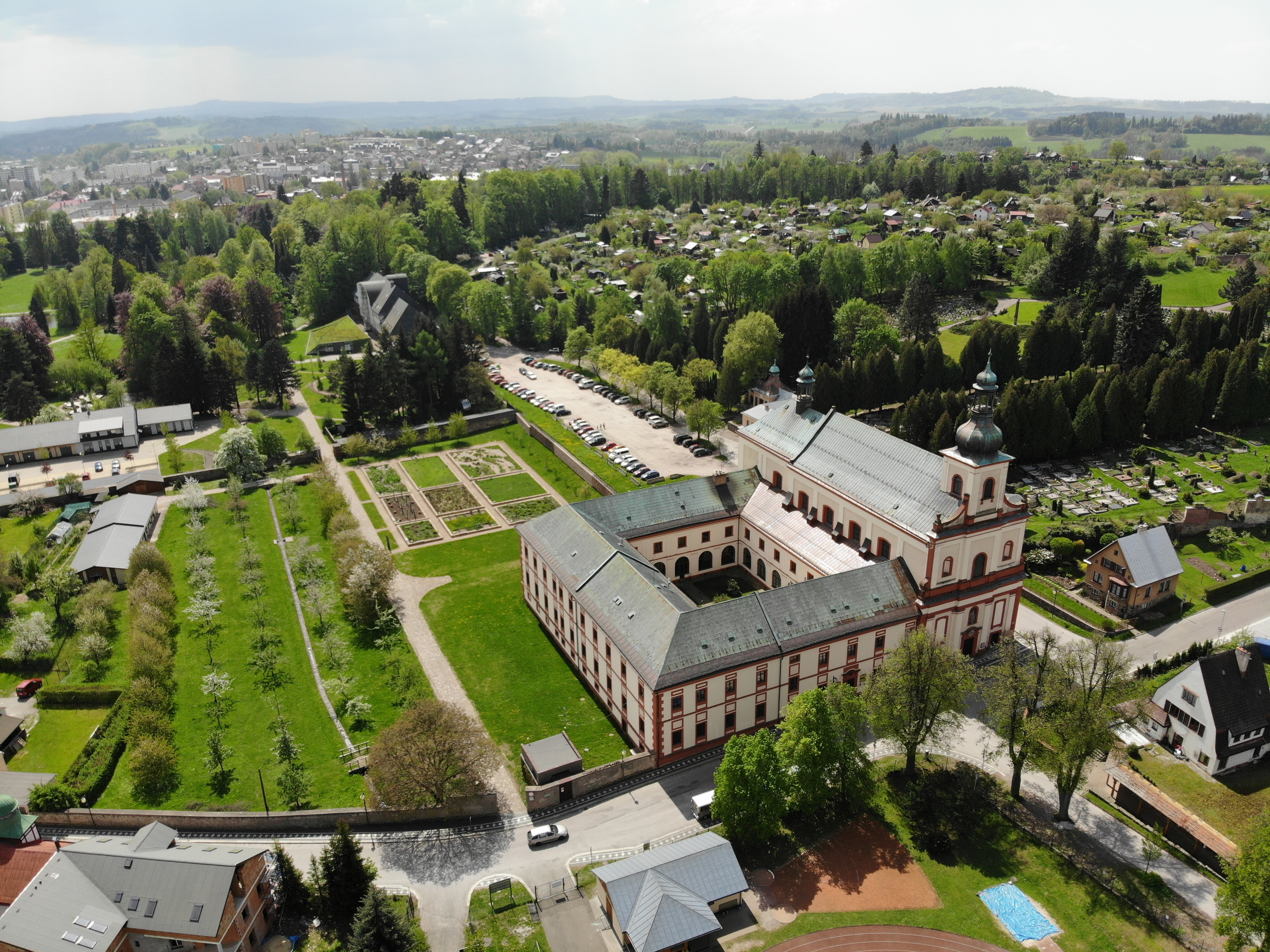
Klášter augustiniánů a klášterní zahrada

Klášter obutých augustiniánů eremitů ve Vrchlabí založil dědic zdejšího panství, hrabě Maxmilián František Felix z Morzinu (1673–1706), který svěřil projekt dvornímu morzinskému architektovi a staviteli Matyáši Auerovi z Rakouska. Základní kámen novostavby při plánovaném refektáři byl položen dne 12. ledna 1705, v následujícím roce však hrabě Maxmilián zemřel a stavbu převzal jeho bratr Václav z Morzinu (1675–1737). Do kláštera byli povoláni řeholníci augustiniánského řádu, jejichž oficiální inaugurace proběhla 28. srpna 1714 na svátek sv. Augustina. Roku 1760 byla založena klášterní lékárna, v roce 1881 klášterní knihovna.
Dne 19. června 1895 při opravě střechy z nepozornosti klempířských učňů kostel i konvent vyhořely, opravy trvaly až do roku 1904.
Od roku 1941 mělo celé jedno patro pronajaté Krkonošské muzeum pro své sbírky a expozice – nelze vyloučit, že nastěhování muzea v době druhé světové války bylo součástí úředně posvěceného útisku řeholníků, jejichž páter Johann Fischer byl zatčen Gestapem, zbaven svěcení a poslán na frontu.
V roce 1950 byli augustiniáni v rámci komunistické Akce K definitivně vyhnáni, připadly muzeu všechny budovy. Správa muzea provedla řadu necitlivých zásahů, které ustaly až převodem muzea pod Správu KRNAP v roce 1966.
Muzeum ovšem nebylo jediným uživatelem, například sklepních prostor využíval státní statek k uskladnění brambor, a to dokonce v přímém sousedství hrobek. O rok později postihla budovy stavební havárie, kdy masa sněhu sjela ze střechy kostela na střechu konventu a významně ji poškodila. Budovy byly pro veřejnost uzavřeny a začala postupná, důkladná, nicméně nijak rychlá rekonstrukce: muzeum se pro veřejnost zčásti otevřelo teprve v roce 1978 a jako poslední byl koncem 80. let opraven klášterní kostel.
V rámci církevních restitucí byl klášter vrácen řádu už v roce 1991, ten jej však vzápětí prodal dosavadnímu uživateli, tj. Správě KRNAP.

## Kostel sv. Augustina

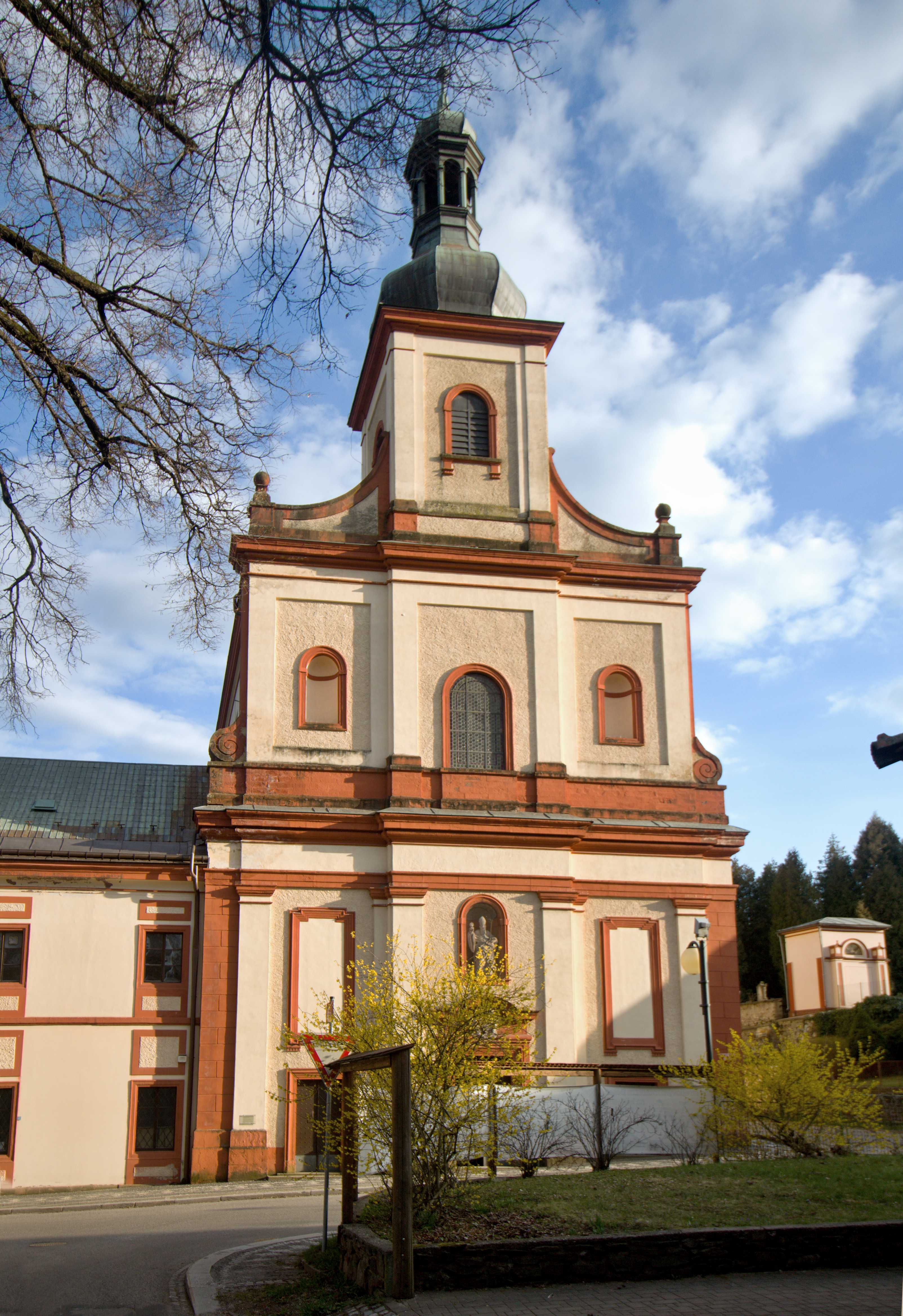
Klášterní kostel sv. Augustina

Kostel je koncipován jako trojlodní bazilika s hranolovou věží v západním průčelí. Stavba konventního kostela započala výrazně později než samotného konventu – až v roce 1712, dokončen a vysvěcen až roku 1725, kdy také Ignaz a Gottfried Tauchmannové dokončili nástropní fresky s výjevy z legendy o sv. Augustinovi (v lodi) a Apoteózu církve (v presbytáři). Hlavní oltář s obrazem pražského malíře Františka Dallingera byl vztyčen roku 1760, sochy vytvořili laičtí bratři Kilián Wagner, Isaiáš Housar a Makarius Drechsler.
Roku 1981 postihl kostel nový požár, opět při klempířských opravách v rámci generální rekonstrukce celého areálu pro potřeby muzea. Tehdy zahořela západní část střechy včetně zastřešení věže, následující řadu let pak byl kostel obestavěn lešením a úplného dokončení oprav včetně omítek a nátěrů se dočkal až roku 1989.
Od roku 1991 je kostel majetkem města Vrchlabí, bohoslužby se zde konají velmi zřídka a kostel je využíván především jako obřadní a koncertní síň. Disponuje totiž dvojími varhanami: po požáru kostela v roce 1895 byly roku 1898 na kůru vztyčeny varhany Opus 666 od krnovské firmy bratří Riegerů, zrekonstruované dvoumanuálové varhany Amanda Hanische z roku 1872 byly v presbytáři postaveny roku 2008. Varhaníkem je Radek Hanuš.
V kostele se nachází též rodová hrobka hrabat Morzinů, kde je pochován i hlavní mecenáš stavby Václav z Morzinu.